# Leucauge licina
Espèce
Synonymes
- Alcimosphenus licinus Simon, 1895
- Alcimosphenus bifurcatus Petrunkevitch, 1910
- Acusilas rufonigra Franganillo, 1930
- Acusilas rufonigra maculata Franganillo, 1930
- Mecynometa torrei Archer, 1958
- Mecynometa montivaga Archer, 1958
- Alcimosphenus borinquenae Archer, 1965

Leucauge licina est une espèce d'araignées aranéomorphes de la famille des Tetragnathidae.

## Distribution
Cette espèce est endémique des Antilles. 

## Description
Les femelles mesurent de 6 à 10 mm et les mâles de 1,0 à 1,8 mm ; du fait du dimorphisme sexuel mâles et femelles n'ont été associés que par Levi en 2008.

## Systématique et taxinomie
Cette espèce a été décrite sous le protonyme Alcimosphenus licinus par Simon en 1895. Elle est placée dans le genre Leucauge par Ballesteros et Hormiga en 2021.

## Publication originale
- Simon, 1895 : Histoire naturelle des araignées. Paris, vol. 1, p. 761-1084 (texte intégral).